# Malmö kommunvapen

Malmö vapen (enligt äldre blasonering, som används av kommunen idag).

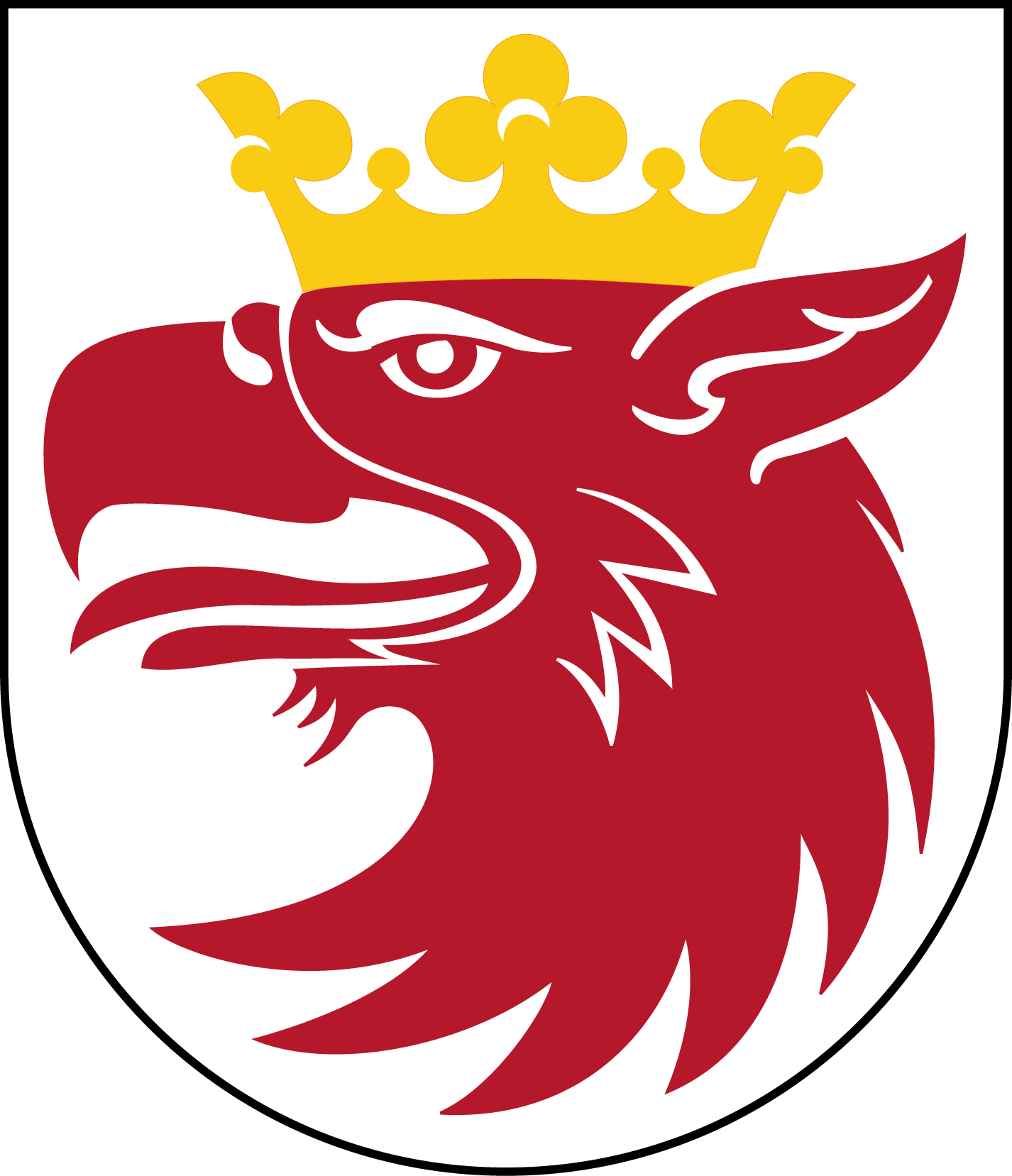
Malmös stadsvapen ritat av Riksarkivet.

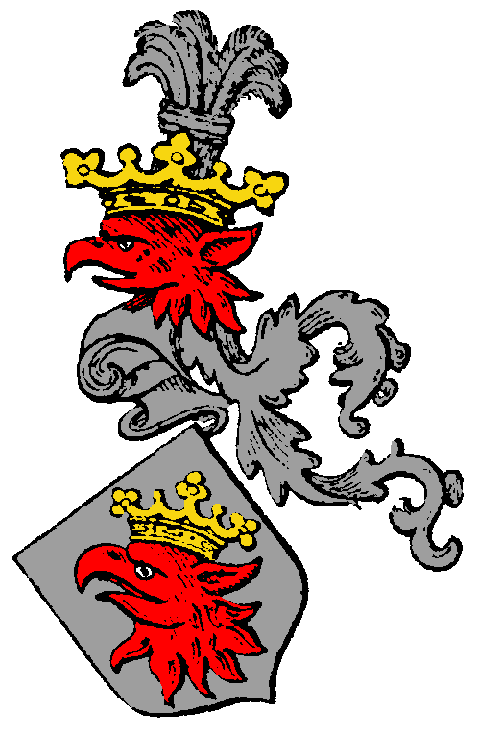
Tinkturer enligt 1974 års blasonering (nu gällande).

Malmö stadsvapen, som 1974 registrerades som kommunvapen för Malmö kommun, har en historia som går tillbaka till 1437, då det beskrevs av kung Erik i ett brev till Malmö stad, vari vapnet även blasonerades och ritades upp. Detta brev finns fortfarande bevarat på Malmö stadsarkiv och är avbildat nedan.

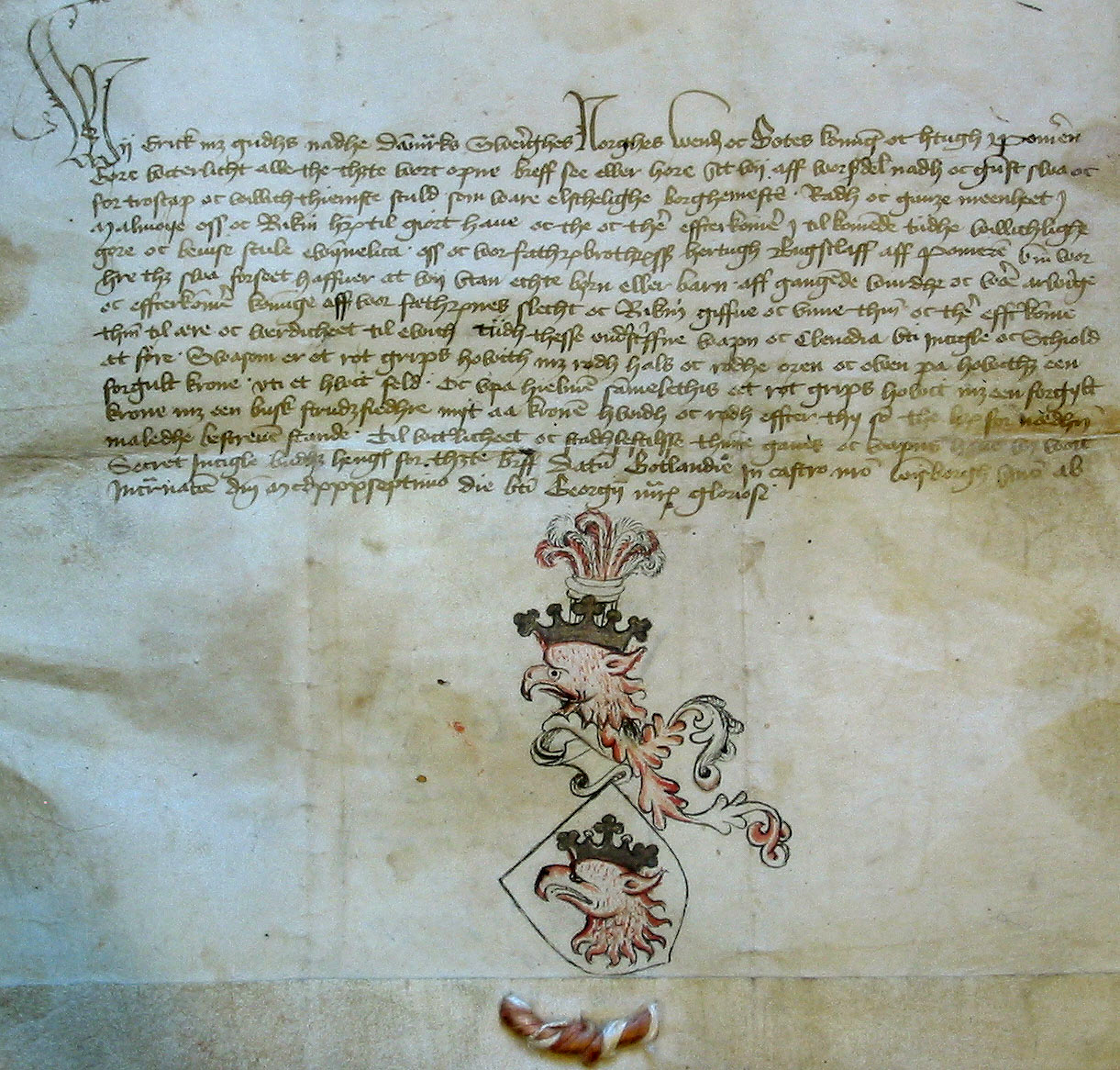
Eriks av Pommern privilegiebrev till Malmö stad.

Malmö är den enda svenska kommun förutom Halmstad som har hjälm med hjälmprydnad som del av vapnet. Ofta avbildas vapnet utan hjälmen. Blasoneringen för vapnet är ”I silverfält ett rött, med gyllene krona krönt griphuvud. På hjälmen samma bild samt i kronan ett knippe strutsfjädrar av silver.”
Denna blasonering omformulerades när vapnet nyregistrerades vid kommunreformen 1974. Den tidigare blasoneringen hade hängt med sedan den först bestämdes den 23 april 1437. Den lät så här:
”Et røt grips howith meth rødh hals oc rødhe øren oc owen pa howithet een forgult krone vti et hwit feld, oc vpa hielmen sammelethis eet røt grips howith meth een forgylt krone meth een busk strudzfiedhre myt aa kronen, hwidhe oc rödh.”
Notera att strutsfjädrarna i den gamla blasoneringen var omväxlande silverne och röda, medan de i den 1974 registrerade varianten endast är av silver. Detta beror, enligt muntlig uppgift från före detta statsheraldikern Clara Nevéus, troligen på ett misstag. I övrigt är det nuvarande vapnet identiskt med det som staden tilldelades av kung Erik på 1400-talet. Det vapen som staden använder sig av idag har (trots blasoneringen) omväxlande silverne och röda fjädrar i hjälmprydnaden.
Griphuvudet är från början en heraldisk förkortning av gripen i kung Eriks eget pommerska vapen (som numera ingår i delstatsvapnet och flaggan för Mecklenburg-Vorpommern), varför vapnet kan förmodas vara en särskild ynnest från kungens sida till staden. Det har sedan givit upphov till griphuvudet i Skånes landskapsvapen och har därifrån letat sig vidare både till länsvapen och olika kommersiella varumärken.

## Användning
Vapnet används i kommunikation från Malmö kommun. Den version som används godkändes av Malmö kommunfullmäktige i december 2000. Utöver en tolkning av vapnet består logotypen av två gröna pelare som formar ett stiliserat M. Den skapades av designern Ulf Pettersson vid Malmöbyrån ID kommunikation.